# Brachionichthyidae
I Brachionittidi (Brachionichthyidae Gill, 1878) sono una famiglia di pesci ossei marini dell'ordine Lophiiformes, endemici dell'Australia.
Questi pesci utilizzano le pinne pettorali e pelviche per spostarsi sul fondo marino, preferendo "camminare" lentamente con tali pinne anziché nuotare. A causa di tale caratteristica, nel loro nome compare il termine latino bracchium (o latino postclassico brachium) che significa "braccio", assieme al termine greco ichthys che significa pesce. Dunque il loro nome scientifico ha il significato di "pesce con le braccia".

## Descrizione
Hanno un aspetto caratteristico, soprattutto a causa della prima pinna dorsale che è posta molto anteriormente, quasi sul muso, e che è composta da tre raggi, il primo libero, cosiddetto illicio, e gli altri due distanti tra loro e uniti da una vistosa membrana. La pelle è priva di scaglie ma può avere dei dentelli ossei sparsi. Le pinne pettorali sono robuste e dotate di uno spesso peduncolo.
Le dimensioni sono piccole, non superiori a 15-17 cm.

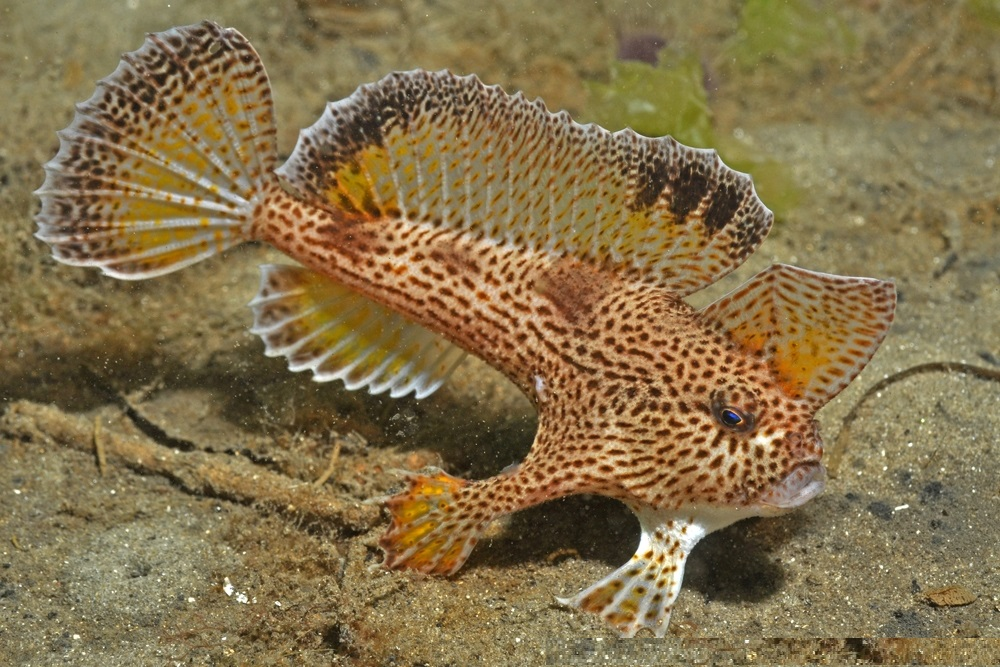
Brachionichthys hirsutus
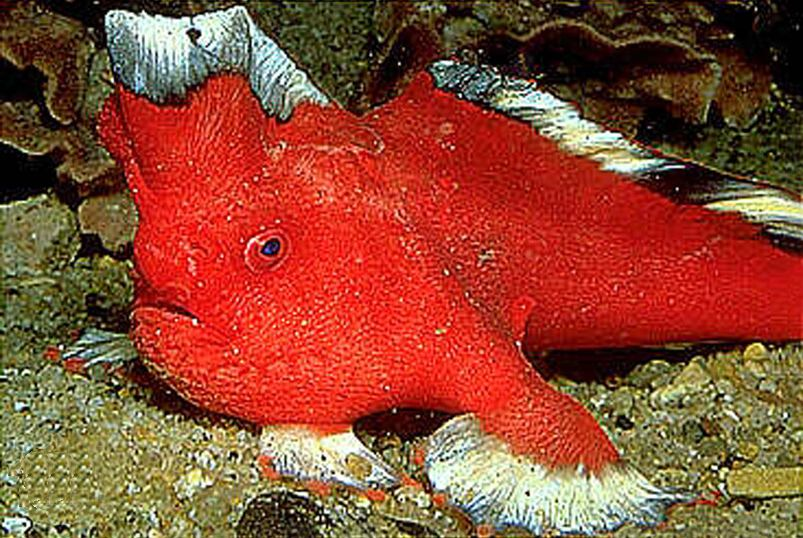
Sympterichthys politus
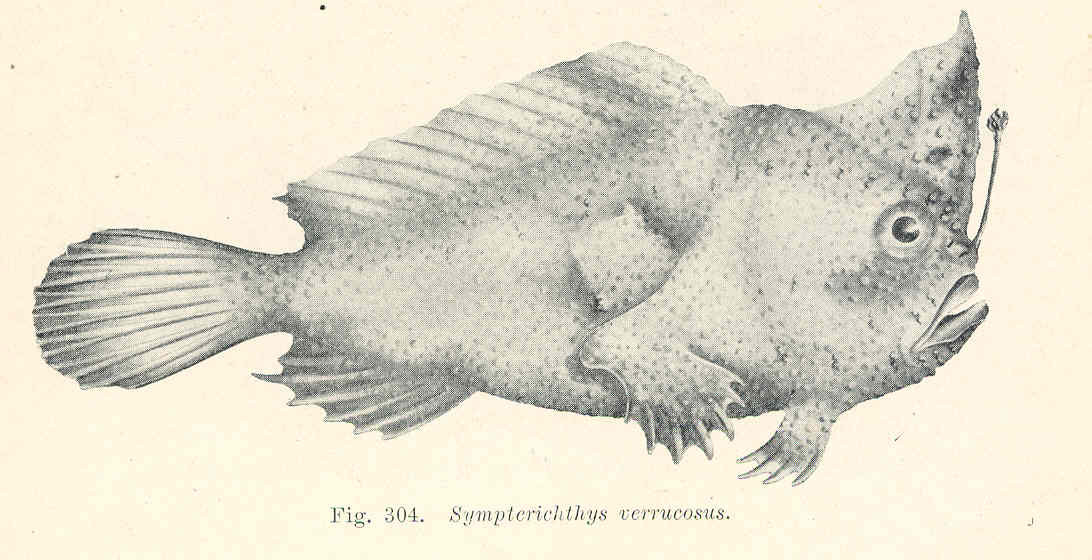
Sympterichthys unipennis

## Biologia

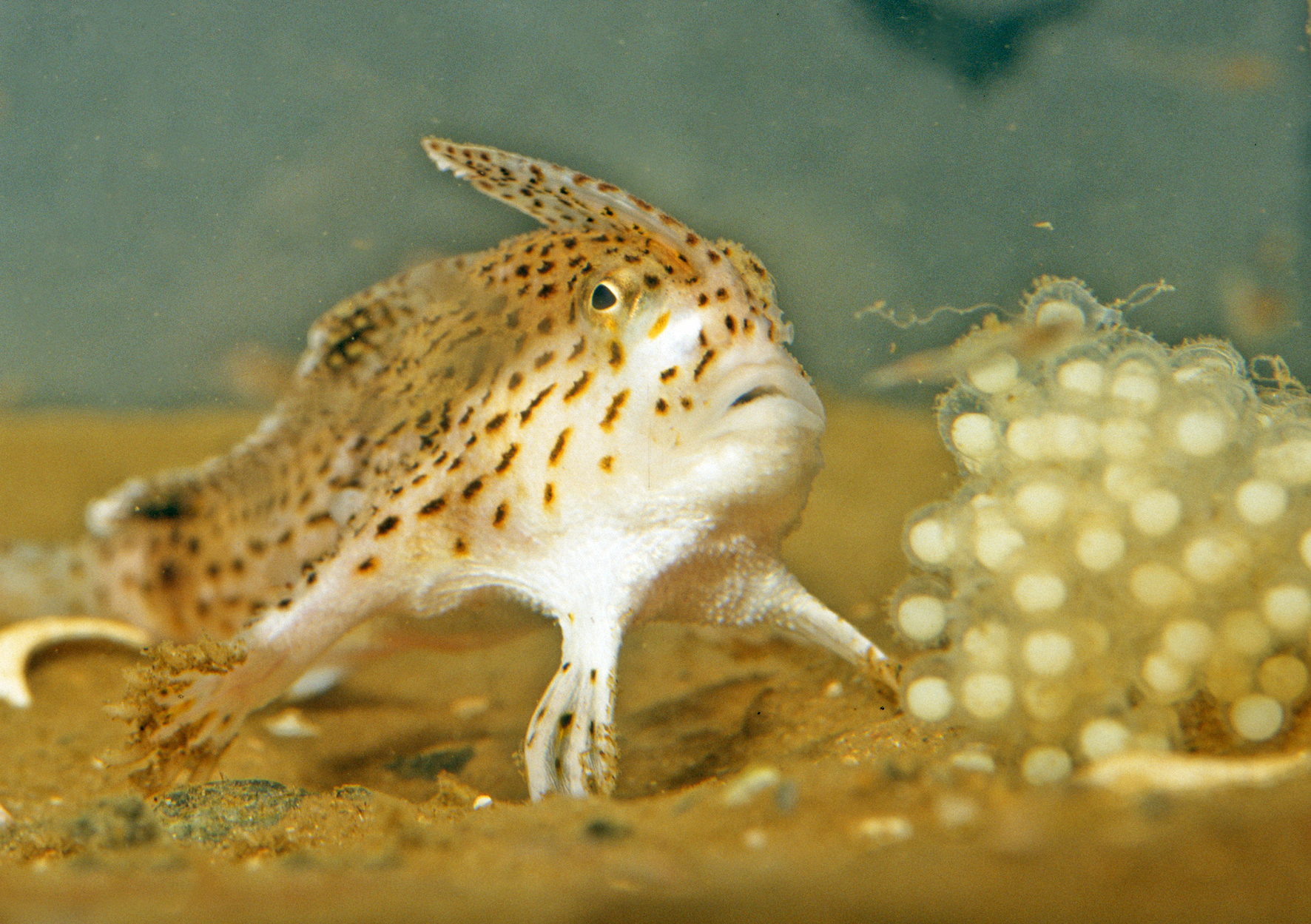
Femmina di B. hirsutus con le uova

### Alimentazione
Si cibano di piccoli pesci, crostacei, molluschi e vermi policheti.

### Riproduzione
Le femmine depositano una massa di circa 80-250 uova, che vengono successivamente fecondate dal maschio. La schiusa delle uova avviene dopo circa 7-8 settimane.

## Distribuzione e habitat
L'areale di questa famiglia si estende nei mari della parte meridionale dell'Australia, dalla Grande Baia Australiana sino all'Australia orientale. La maggior parte delle specie si trova nei mari della Tasmania, molte hanno distribuzione microendemica.
Sono pesci strettamente bentonici che si incontrano in acque poco profonde, fino a 60 m.

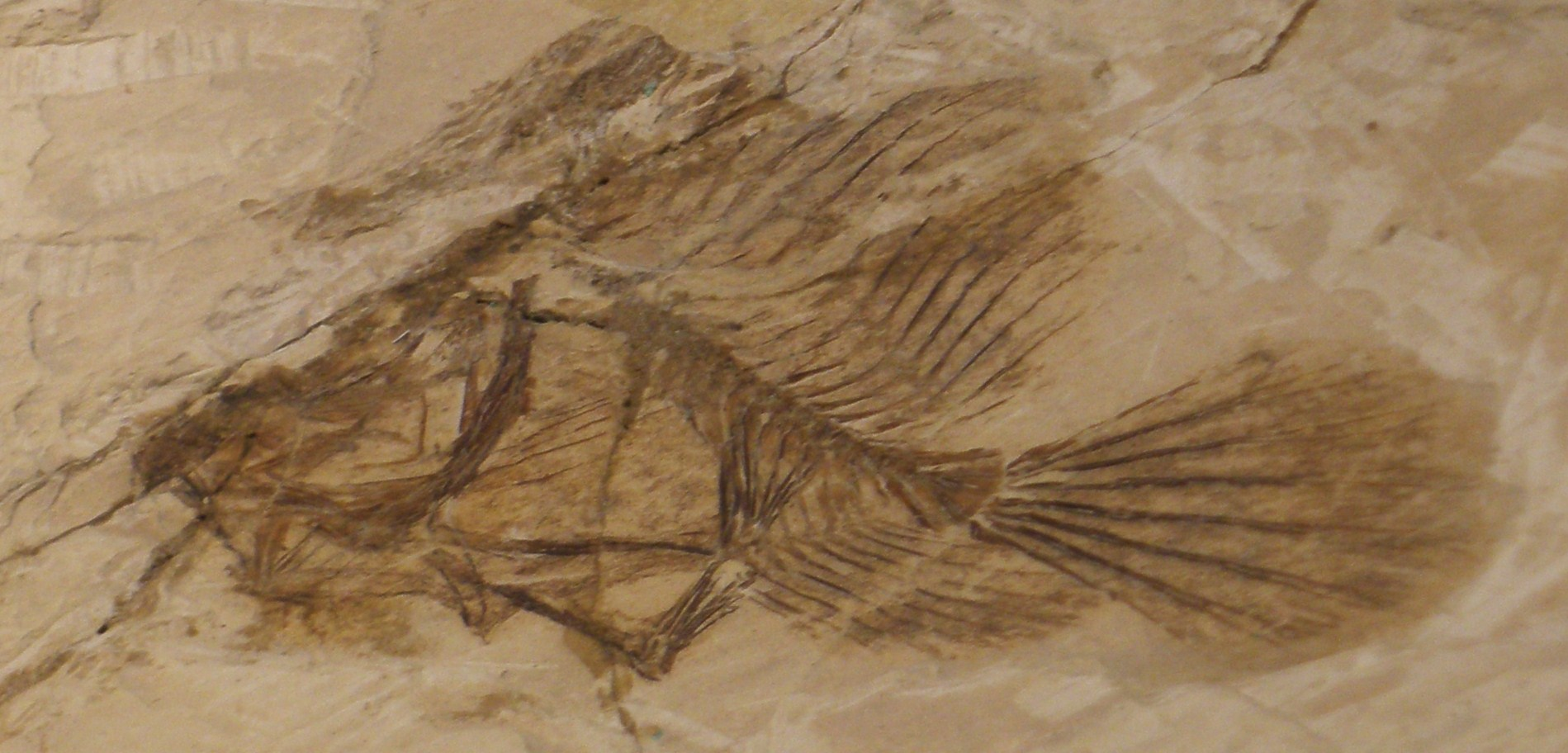
Fossile di Histionotophorus bassanii

Fossili di due brachionittidi (Histionotophorus bassanii e Orrichthys longimanus) sono stati ritrovati nei giacimenti fossiliferi di Bolca, in Italia. Ciò ha fatto supporre che nell'Eocene la distribuzione della famiglia fosse ben più ampia dell'attuale e che successivamente i brachionittidi siano andati incontro a fenomeni di estinzione di massa, che li hanno portati a sopravvivere solo nell'attuale areale.

## Tassonomia
La famiglia comprende 5 generi e 14 specie viventi:
- Brachionichthys Bleeker, 1855
  - Brachionichthys australis Last, Gledhill & Holmes, 2007
  - Brachionichthys hirsutus (Lacépède, 1804)

- Brachiopsilus Last & Gledhill, 2009
  - Brachiopsilus dianthus Last & Gledhill, 2009
  - Brachiopsilus dossenus Last & Gledhill, 2009
  - Brachiopsilus ziebelli Last & Gledhill, 2009

- Pezichthys Last & Gledhill, 2009
  - Pezichthys amplispinus Last & Gledhill, 2009
  - Pezichthys compressus Last & Gledhill, 2009
  - Pezichthys eltanini Last & Gledhill, 2009
  - Pezichthys macropinnis Last & Gledhill, 2009
  - Pezichthys nigrocilium Last & Gledhill, 2009

- Sympterichthys Gill, 1878
  - Sympterichthys moultoni Last & Gledhill, 2009
  - Sympterichthys unipennis (Cuvier, 1817)

- Thymichthys Last & Gledhill, 2009
  - Thymichthys politus (Richardson, 1844)
  - Thymichthys verrucosus (McCulloch & Waite, 1918)

Sono inoltre note le seguenti specie fossili:
- Histionotophorus Eastman, 1904 †
  - Histionotophorus bassanii (De Zigno, 1887) †
- Orrichthys Carnevale and Pietsch, 2010 †
  - Orrichthys longimanus Carnevale and Pietsch, 2010 †

## Conservazione
Tutte le specie viventi di questa famiglia sono protette dal Tasmanian Living Marine Resources Management Act del 1995, che ne proibisce la raccolta.
La Lista rossa IUCN classifica Brachionichthys hirsutus come specie in pericolo critico di estinzione (Critically Endangered).